# Юзеф Менціна-Кшеш
Юзеф Фелікс Менціна-Кшеш (пол. Józef Feliks Męcina-Krzesz; 2 січня 1860, Краків — 2 грудня 1934, Познань) — польський художник. Писав історичний живопис, портрети, полотна на релігійну тематику, картини побутового жанру.
Полотна художника експонувалися на виставках в Кракові, Варшаві, Петербурзі, Вільно, Києві, Празі (1915), Познані (1922).
Був нагороджений французьким орденом Почесного легіону (1931) та польським Золотим Хрестом Заслуги (1932).

## З біографії
Народився в Кракові в сім'ї Яна та Ельжбети Кшешів.

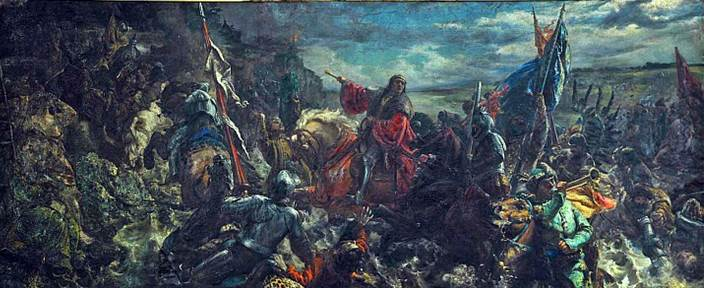
Битва під Оршею. Одна з найвідоміших картин Юзефа Менціни-Кшеша (створена 1884-го, зараз в експозиції Рівненського обласного краєзнавчого музею)

З наймолодших років почав цікавитися живописом. Після закінчення реальної гімназії 1877 року вступив до Краківської академії вишуканих мистецтв. Його учителем спершу був Владислав Лущкевич. Від 1882 року навчався в тодішнього ректора академії Яна Матейки, під впливом якого захопився історичним живописом.

## Окремі картини
- «Шляхтич, який рятує церковне начиння» (1882[3])
- «Дитячий портрет» (1884)
- «Битва під Оршею» (1884)
- «Одаліска» (близько 1910)
- «Портрет пані J.» (1912)